# クリス・ハリス (セイフティ)
クリス・ハリス（Chris Harris 1982年8月6日- ）はアーカンソー州リトルロック出身のアメリカンフットボール選手、コーチ。現役時代のポジションはセイフティ。

## 経歴

### 現役時代
ルイジアナ大学モンロー校から2005年のNFLドラフト6巡でシカゴ・ベアーズに指名されて入団した。1年目のシーズン序盤にマイク・グリーンからフリーセイフティのポジションを奪った。この年13試合に先発出場し58タックル、3インターセプトをあげた。
2006年のプレシーズン、彼はベアーズのファンのBryan Langeにチームがスーパーボウルに出場を果たしたらチケットを贈ると約束した。この年チームは第41回スーパーボウルに出場を果たし、Langeはベアーズの球団本部を訪れクリス・ハリスと約束したのでチケットを要求した。ハリスはあれはジョークでありチケットを用意することはできないと述べた。最終的にチケット仲介業者がLangeにチケットを与え騒動は収まった。スーパーボウルでハリスは第1Qにペイトン・マニングのパスをインターセプトしたがチームは17-29で敗れた。
2007年8月2日、カロライナ・パンサーズに2008年のドラフト5巡指名権と引き換えにトレードされた。このトレードについてラビー・スミスヘッドコーチはチームには6人のセイフティがおり、全員を残留させることはできないと語った（この時他の5人がチームに残留したがダニエル・マニング以外は全員2011年時点には、NFLに残らなかった。）。その年彼は15試合に先発し101タックル、その年NFLトップでパンサーズのチーム記録を更新する8ファンブルフォースをあげた。
2008年、パンサーズは4年間の契約延長を行った。この年彼は70タックル、2ファンブルフォース、1インターセプトをあげた。
2010年4月27日、ジャマール・ウィリアムズとのトレードでベアーズに復帰した。この年70タックル、チームトップタイで自己ベストの5インターセプトをあげ、チームの地区優勝に貢献した。第12週のフィラデルフィア・イーグルス戦では自陣エンドゾーンでボールをインターセプト、31-26の勝利に貢献した。これはその年マイケル・ヴィックが最初に喫したインターセプトであった。この年70タックル、5インターセプト、7パスディフェンスをあげて、シーズン終了後彼はオールプロに選ばれた。
2011年オフシーズンにロックアウトに突入し難航する労使交渉について、7月5日トレーニングキャンプが予定通り行えないならば、8月7日のホール・オブ・フェイム・ゲームをプレーするべきではないとコメントした。開幕戦から先発出場していたが、デトロイト・ライオンズ戦でカルビン・ジョンソンに翻弄されたことなどから、第6週のミネソタ・バイキングス戦から控えとなった。その後チームにトレードを要求、第7週にロンドンで行われたタンパベイ・バッカニアーズ戦には先発出場したが10月27日、ベアーズから解雇された。10月28日にデトロイト・ライオンズ入りが決定した。
2012年10月15日にジャクソンビル・ジャガーズと契約したが、11月28日にカットされた。

### コーチ時代
2013年1月28日、シカゴ・ベアーズのディフェンスクォリティコントロールコーチに就任した。2015年にジョン・フォックスヘッドコーチ就任に伴い退団した。
2016年よりサンディエゴ・チャージャーズのディフェンシブバックコーチに就任した。
2020年より2022年までワシントン・フットボールチームのディフェンシブバックコーチを務めた。
2023年シーズンよりテネシー・タイタンズのコーチに就任した。